# Somne (film)
Pour plus de détails, voir Fiche technique et Distribution.
Somne est un film espagnol réalisé par Isidro Ortiz et sorti en 2005.

## Fiche technique
- Titre original : Somne
- Réalisation : Isidro Ortiz
- Scénario : David Alonso et Cristóbal Garrido
- Décors : Carlos Bodelón
- Costumes : Eva Arretxe
- Photographie : Pedro del Rey
- Montage : Manel G. Frasquiel
- Musique : Javier Cámara et Emilio Garzón
- Sociétés de production : Lotus Films Internacional - Vaca Films - Yacaré Films
- Pays de production :  Espagne
- Format : Couleurs — 1.85 : 1 — 35mm
- Durée : 90 minutes
- Date de sortie : Espagne - 21 octobre 2005[1]

## Distribution
- Goya Toledo : Andrea
- Óscar Jaenada : Gabriel
- Nancho Novo : Diego
- Chete Lera : Dr. Guilles
- Jordi Dauder : Ulloa
- Gary Piquer : Benedict
- Txema Blasco : Marquina